# Воцека (Іллінойс)
Воцека (англ. Watseka) — місто (англ. city) в США, в окрузі Іроквай штату Іллінойс. Населення — 4679 осіб (2020).

## Географія
Воцека розташована за координатами 40°46′29″ пн. ш. 87°43′46″ зх. д. / 40.77472° пн. ш. 87.72944° зх. д. (40.774727, -87.729330).  За даними Бюро перепису населення США в 2010 році місто мало площу 7,90 км², уся площа — суходіл.

## Демографія
Згідно з переписом 2010 року, у місті мешкало 5255 осіб у 2285 домогосподарствах у складі 1332 родин. Густота населення становила 665 осіб/км².  Було 2537 помешкань (321/км²).
Расовий склад населення:
| - 95,1 % — білих - 0,8 % — чорних або афроамериканців - 0,7 % — азіатів - 0,2 % — корінних американців - 1,8 % — осіб інших рас |

До двох чи більше рас належало 1,5 %. Частка іспаномовних становила 3,6 % від усіх жителів.
За віковим діапазоном населення розподілялося таким чином: 22,7 % — особи молодші 18 років, 54,6 % — особи у віці 18—64 років, 22,7 % — особи у віці 65 років та старші. Медіана віку мешканця становила 43,7 року. На 100 осіб жіночої статі у місті припадало 87,8 чоловіків;  на 100 жінок у віці від 18 років та старших — 83,5 чоловіків також старших 18 років.
Середній дохід на одне домашнє господарство  становив 47 857 доларів США (медіана — 36 511), а середній дохід на одну сім'ю — 59 069 доларів (медіана — 48 527). Медіана доходів становила 45 233 долари для чоловіків та 30 078 доларів для жінок. За межею бідності перебувало 24,7 % осіб, у тому числі 47,5 % дітей у віці до 18 років та 17,5 % осіб у віці 65 років та старших.
Цивільне працевлаштоване населення становило 2380 осіб. Основні галузі зайнятості: освіта, охорона здоров'я та соціальна допомога — 22,6 %, роздрібна торгівля — 16,8 %, виробництво — 15,9 %.